# Oxalis alpina
Oxalis alpina là một loài thực vật có hoa trong họ Chua me đất. Loài này được (Rose) Rose ex R. Knuth mô tả khoa học đầu tiên năm 1919.